# ديك ديفيس (كاتب)
ديك ديفيس (بالإنجليزية: Dick Davis)‏ هو كاتب وشاعر بريطاني، ولد في 18 أبريل 1945 في بورتسموث في المملكة المتحدة.